# Фонпедруз
Фонпедруз (фр. Fontpédrouse; кат. Fontpedrosa) насеље је и општина у јужној Француској у региону Лангдок-Русијон, у департману Источни Пиринеји која припада префектури Прад.
По подацима из 2011. године у општини је живело 135 становника, а густина насељености је износила 2,1 становника/km². Општина се простире на површини од 64,35 km². Налази се на средњој надморској висини од 1062 метара (максималној 2.865 m, а минималној 880 m).

## Демографија
| 1962. | 1968. | 1975. | 1982. | 1990. | 1999. | 2011. |
| ----- | ----- | ----- | ----- | ----- | ----- | ----- |
| 133   | 188   | 147   | 108   | 138   | 123   | 135   |

График промене броја становника у току последњих година